# プロビタス (小惑星)
プロビタス (902 Probitas) は小惑星帯に位置する小惑星である。ウィーン天文台でヨハン・パリサによって発見された。
ラテン語で「誠実」を意味する「プロビタス」に因んで命名された。